# Spilosoma mediocinerea
Spilosoma mediocinerea là một loài bướm đêm thuộc phân họ Arctiinae, họ Erebidae.